# گرمابه ناسار
حمام ناسار مربوط به دوره قاجار است و در سمنان، راسته بازار بزرگ، مجاورت تکیه ناسار واقع شده و این اثر در تاریخ ۵ آذر ۱۳۸۰ با شمارهٔ ثبت ۴۴۳۴ به‌عنوان یکی از آثار ملی ایران به ثبت رسیده است.